# 上田忠一郎
上田 忠一郎（うえだ ちゅういちろう、1848年6月18日〈嘉永元年5月18日〉 - 1914年〈大正3年〉7月12日）は、明治時代の神奈川県の政治家。自由民権運動家として活動し、神奈川県会議員、溝口村会議員を務めた。武蔵国橘樹郡溝口村（現在の神奈川県川崎市高津区溝口）出身。

## 経歴
1848年6月18日（嘉永元年5月18日）、武蔵国橘樹郡溝口村（現在の神奈川県川崎市高津区溝口）の醤油醸造業・稲毛屋の6代目安左衛門の次男として生まれる。文化3年（1806年）に醤油の醸造を始めた稲毛屋は、文政年間には醸造場を拡大し、天保年間には500石から800石に、文久年間には900石余りに生産高を増やした。生産した醤油は江戸にも出荷し、幕末期には店での販売量と出荷量が同水準にまでなった。さらに、稲毛屋は酒造業や質屋も営んでいた。
1865年（慶応元年）に父が死去し、21歳で上田家の7代目当主となる。1873年（明治6年）の大区小区制のもとで、第5大区第1番組（溝口村、二子村、久本村、久地村、下作延村の 5ヶ村。明治9年からは第5大区第1小区）の戸長となる。溝口学校の世話役も務めた。
1879年（明治12年）2月、神奈川県会の初度選挙で当選する。県会議員を務めたのは1881年（明治14年）1月に辞職するまでの2年間だった。県会議員のときに石坂昌孝と知り合ったことにより、以降、家業の醤油醸造業は親戚や甥にまかせて自由民権運動家として活動するようになる。矢倉沢往還と府中往還の交差する場所に屋敷を構えていた上田家は、主要紙の一括購入で情報を収集し、多くの活動家を惹き付け、石坂昌孝ほか佐藤貞幹、金子馬之助、中島信行ら著名な民権家が訪れるようになった。
1880年（明治13年）以降、神奈川県（当時は三多摩を含む）で自由民権運動の結社が多く組織されるようになる中、11月28日には石坂昌孝、佐藤貞幹らを世話人として東京の枕橋八百松楼で第1回の神奈川県懇親会が開かれた。上田忠一郎は同郡の鈴木久弥、井田文三らとともに参加した。12月5日、武蔵六郡（北多摩・南多摩・西多摩・橘樹・都筑・久良岐）の懇親会が北多摩郡の高安寺で開催された。その広告に、同郡の鈴木久弥、河合平蔵、池上幸操、鈴木直成とともに仮幹事として名を連ねた。
1881年（明治14年）11月18日に、原町田に新聞社を設立する件で石坂昌孝と金子馬之助の訪問を受け、一株一円で入社したと『上田正次日記』に記されているが、新聞発刊の試みについての詳細は不明である。 
1883年（明治16年）7月、大師河原村の池上幸操とともに自由党に入党する。橘樹郡における自由民権運動が自由党と立憲改進党に二分される中で、上田忠一郎は池上幸操とともに自由党の中心として活動を展開した。
1884年（明治17年）、溝口村会議員となる。農村不況が最も深刻化したこの年、神奈川県では農民騒擾が多数発生した。当初は県西部で発生していた農民騒擾は、7月に入ると東部へと広がり、武相困民党の結成へとつながった。そうした情勢の中で、官憲の目をかいくぐるために、上田忠一郎、井田文三、城所範治らの民権活動家13名は、9月26日に多摩川の二子地先に船を浮かべて遊猟を兼ねた会合を開いた。
1889年（明治22年）2月11日に大日本帝国憲法が公布されると、翌年の総選挙に向けた動きが活発になり、すでに解党した旧自由党系は中島信行を監督として6月に神奈川県倶楽部を結成し、橘樹郡からは上田忠一郎、椎橋宗輔、小野麟之助が常議員として選出された。上田忠一郎は立憲改進党が結成した神奈川県同好会の会員にもなった。
1890年（明治23年）の衆議院選挙では、神奈川県第2区で立候補した山田泰造への支援を石坂昌孝に依頼され、田中亀之助らとともに選挙活動を繰り広げた。その結果、山田泰造は当選し、井田文三らの立憲改進党が擁立した候補者は次点となった。
1895年（明治28年）、ほぼ矢倉沢往還に沿うルートでの鉄道敷設を計画した武相中央鉄道株式会社が設立されると、上田忠一郎や鈴木久弥ら地元の有力者は地域の発展のために積極的に関わり、株主になった。会社は1907年（明治40年）に免許を取得するが、資金難のため解散して計画は実現しなかった。
1914年（大正3年）7月12日に死去する。墓所は溝口宗隆寺。